# Avion civil
Les  avions civils sont apparus après la Première Guerre mondiale, pour le transport du courrier puis des voyageurs dans le cadre de l'aviation civile. Le développement de l'aviation civile a eu lieu après la Seconde Guerre mondiale, puis surtout à la fin du XXe siècle, malgré les chocs pétroliers de 1973 et 1979.
On distingue aujourd'hui :
- les avions de ligne, destinés au transport des voyageurs sur des lignes régulières ou sur des vols charter. Le développement des vols touristiques à bas prix permet à une part de plus en plus importante de la population mondiale de voyager. C'est également une cause de consommation importante d'énergie et de pollution.
- les avions d'affaires, appartenant à des particuliers ou assurant un service d'avion-taxi.
- les avions légers, destinés surtout au pilotage de loisirs.
- les avions-cargo, destinés au transport de marchandises. Les  transporteurs express les utilisent pour transporter du courrier et des petits colis en 24 heures, grâce à une plateforme d'échange appelée hub.